# Schurmwand
Koordinaten: 48° 36′ 58,5″ N, 8° 19′ 3″ O
Das Gebiet Schurmwand ist ein mit Verordnung vom 11. Dezember 2000 durch die Körperschaftsforstdirektion Freiburg ausgewiesener Schonwald (Schutzgebiet-Nummer 200143) in Baden-Württemberg.

## Lage
Das Schutzgebiet befindet sich zwischen Hundsbach und Schönmünzach. Es liegt im Wald der Murgschifferschaft auf Flurstück Nr. 5524 und umfasst Teile der Abteilungen 73, 75 und 76 des Distriktes 4 „Schönmünzwald“.
Der Schonwald liegt im Landschaftsschutzgebiet Schurmsee und er hat Anteil am FFH-Gebiet Talschwarzwald zwischen Bühlertal und Forbach sowie am Vogelschutzgebiet Nordschwarzwald

## Vegetation
Im Schonwald kommen laut Waldbiotopkartierung die folgenden Pflanzen vor:
Weiß-Tanne, Hänge-Birke, Rippenfarn, Besenheide, Drahtschmiele, Roter Fingerhut, Breitblättriger Dornfarn, Schmalblättriges Weidenröschen,
Rotbuche, Wald-Schwingel, Faulbaum, Tannenbärlapp, Europäische Stechpalme, Weißliche Hainsimse, Wald-Hainsimse, Sprossender Bärlapp,
Blaues Pfeifengras, Gemeine Fichte, Waldkiefer, Hasenlattich, Adlerfarn, Himbeere, Brombeeren, Gewöhnliche Goldrute, Echte Mehlbeere,
Vogelbeere, Heidelbeere, Preiselbeere.

## Schutzzweck
Der Schutzzweck des Schonwalds ist gemäß Schutzgebietsverordnung
- die Erhaltung der autochthonen Fichtenpopulation in der Schurmsee-Karwand
- die Erhaltung und Pflege der nach früherer Devastation begründeten, naturnahen und strukturreichen Fichten-Tannen-Kiefernwälder.

## Betreuung
Wissenschaftlich betreut wird der Schonwald durch die Forstliche Versuchs- und Forschungsanstalt Baden-Württemberg (BVA).